# Парфеньево-Левый Берег
Парфеньево-Левый Берег — деревня в Вельском районе Архангельской области. Входит в состав Муниципального образования «Благовещенское».

## География
Деревня расположена в южной части Архангельской области, в таёжной зоне, в пределах северной части Русской равнины, в 78 километрах на север от города Вельска, на левом берегу реки Устья притока Ваги. Ближайшим населённым пунктом является расположенная на противоположном берегу реки деревня Парфеньево-Правый Берег. Близ деревни находится мост через реку Устья.
Часовой пояс
Парфеньево-Левый Берег, как и вся Архангельская область, находится в часовой зоне МСК (московское время). Смещение применяемого времени относительно UTC составляет +3:00.

## Население
| 2002 | 2010 | 2012 | 2014 |
| ---- | ---- | ---- | ---- |
| 6    | ↘4   | ↘2   | ↗8   |

## История
Указана в «Списке населённых мест по сведениям 1859 года» в составе Вельского уезда Вологодской губернии под номером «2408» как «Парфеньевская». Таким образом, ранее деревня не разделялась на правобережную и левобережную часть. Насчитывала 15 дворов, 51 жителя мужского пола и 56 женского.
В материалах оценочно-статистического исследования земель Вельского уезда упомянуто, что в 1900 году в административном отношении деревня входила в состав Чадромского сельского общества Леонтьевской волости. На момент переписи в селении Парфеново находилось 30 хозяйств, в которых проживало 90 жителей мужского пола и 95 женского.
В 1911 году крестьяне близлежащих деревень ввиду труднодоступности приходских храмов открыли собственный Парфеньевский приход. В приход вошли 9 деревень: 5 из Благовещенского и 4 из Чадромского. Приходская деревянная Алексеево-Николаевская церковь была освящена 13 января 1903 года. Находилась она на левом берегу реки Устья. 